# Powiat Uście nad Łabą
Powiat Uście nad Łabą (czes. Okres Ústí nad Labem) – powiat w Czechach, w kraju usteckim. Jego siedziba znajduje się w mieście Uście nad Łabą. Powierzchnia powiatu wynosi 404,45 km², zamieszkuje go 117 594 osób (gęstość zaludnienia wynosi 291,07 mieszkańców na 1 km²). Powiat ten liczy 23 miejscowości, w tym 3 miasta.
Od 1 stycznia 2003 powiaty nie są już jednostką podziału administracyjnego Czech. Podział na powiaty zachowały jednak sądy, policja i niektóre inne urzędy państwowe. Został on również zachowany dla celów statystycznych.
Powiat Uście nad Łabą obejmuje znaczną część Krainy Rudaw.

## Struktura powierzchni
Według danych z 31 grudnia 2003 powiat ma obszar 404,45 km², w tym:
- użytki rolne – 45,66%, w tym 29,33% gruntów ornych
- inne – 54,34%, w tym 57,72% lasów
- liczba gospodarstw rolnych: 184

## Demografia
Dane z 31 grudnia 2003:
| Opis        | Ogółem  | Kobiety       | Mężczyźni     |
| ----------- | ------- | ------------- | ------------- |
| populacja   | 117 594 | 60 554 51,49% | 57 040 48,51% |
| średni wiek | 38,5    | 40,01         | 37,01         |

- gęstość zaludnienia: 291,07 mieszk./km²
- 84,44% ludności powiatu mieszka w miastach.

## Zatrudnienie
| Mieszkańcy ze stałym zatrudnieniem | 32 691       |
| Średnia pensja miesięczna          | 16 080 koron |
| Bezrobotni                         | 9 478        |
| Stopa bezrobocia                   | 14,85%       |

## Szkolnictwo
W powiecie Uście nad Łabą działają:
| Rodzaj szkoły                   | Liczba szkół |
| ------------------------------- | ------------ |
| Przedszkola                     | 49           |
| Szkoły podstawowe               | 31           |
| Gimnazja                        | 2            |
| Szkoły średnie techniczne       | 11           |
| Szkoły średnie ogólnokształcące | 8            |
| Szkoły wyższe                   | 1            |

## Służba zdrowia

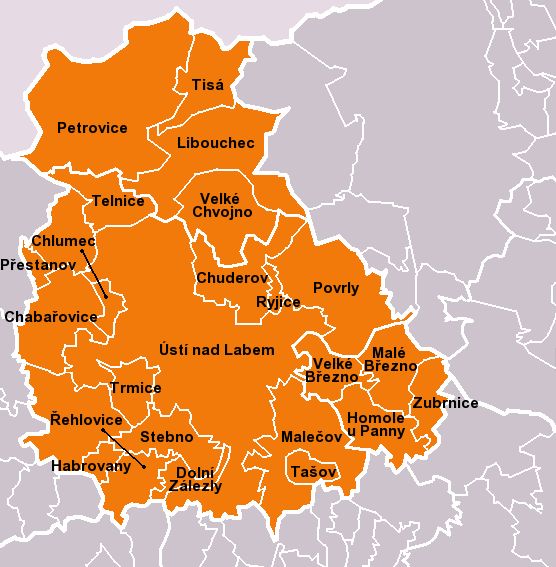
Powiat Uście nad Łabą

| Lekarze                               | 588 |
| Szpitale                              | 3   |
| Specjalistyczne ośrodki terapeutyczne | 1   |
| Gabinety dentystyczne                 | 54  |
| Apteki                                | 33  |